# 제4권력
제4의 권력이란 기자와 언론기관이 정치에 영향을 미치는 힘을 삼권분립에 빗대어 이르는 말이다. 곧 언론기관은 정보를 전달하고 퍼뜨림으로써 여론에 큰 영향을 미쳐 입법부, 행정부, 사법부의 것에 비길만한 큰 권력을 가진다는 의미를 가리킨다.
본래 영국의 에드먼드 버크(Edmund Burke) 등이 신문을 일컬어 군주, 귀족, 시민계급의 세 가지 계급에 다음가는 세력인 '제4계급'(Fourth Estate)이라고 빗대어 이른 것에서 유래된 것으로, 현대에 들어서는 계급사회의 붕괴로 다소 의미가 변질되어 사용되는 말이다.

## 같이 보기
- 언론
- 권력분립